# Austfonna
L'Austfonna est une calotte glaciaire de Norvège située sur Nordaustlandet, une île du Svalbard. Par sa superficie de 8 492 km2, l'Austfonna est la plus grande calotte glaciaire d'Europe avant le Vatnajökull en Islande et la septième du monde.

## Toponymie
Austfonna est un terme norvégien signifiant littéralement « glacier de l'Est » : aust signifie « Est » et fonna est un synonyme de bre qui désigne un glacier.
Autrefois, l'Austfonna était appelé East Ice en anglais, Groote Ys Berg et Öst-isen en norvégien.

## Géographie
L'Austfonna recouvre la partie orientale de Nordaustlandet, une île située dans le Nord-Est du Svalbard, un archipel norvégien situé dans l'océan Arctique. D'une superficie de 8 492 km2, ce qui en fait la plus grande calotte glaciaire d'Europe avant le Vatnajökull en Islande et la septième du monde, cette calotte glaciaire à un volume de 1 900 km3, une épaisseur maximale de 560 mètres et une altitude maximale de 700 mètres. Sa base est située en grande partie sous le niveau de la mer. Son front glaciaire, interrompu seulement par de très rares affleurements rocheux, mesure 180 kilomètres de longueur. En son centre se trouve deux dômes de glace, le Sørdomen (« Dôme Sud ») et le Norddomen (« Dôme Nord »), le plus élevé et point culminant du glacier et de Nordaustlandet avec 700 mètres d'altitude.
Sa surface est faiblement marquée par des crevasses. Durant l'été, l'eau de fonte ruisselle à sa surface sous la forme de bédières qui peuvent former des cascades lorsqu'elles arrivent au front glaciaire. Ce dernier produit par vêlage les plus grands icebergs du Svalbard.
Ce glacier est régulièrement étudié par les scientifiques en particulier dans le cadre de la climatologie.